# فدریکو ادواردس
فدریکو ادواردس (اسپانیایی: Federico Edwards‎; ۲۵ ژانویهٔ ۱۹۳۱ – ۱۳ نوامبر ۲۰۱۶) بازیکن فوتبال اهل آرژانتین بود.
از باشگاه‌هایی که در آن بازی کرده‌است می‌توان به باشگاه فوتبال بوکا جونیورز اشاره کرد.
وی همچنین در تیم ملی فوتبال آرژانتین بازی کرده‌است.